# 达巴瓦拉

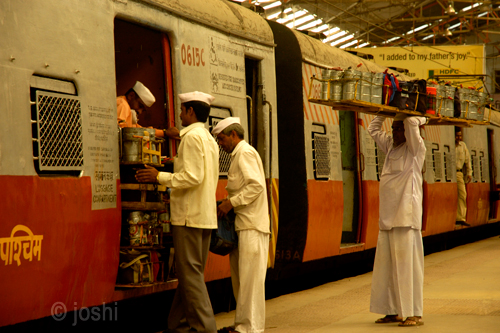
达巴瓦拉正在孟买郊区铁路火车站工作。

达巴瓦拉，意为“饭盒傳遞者”，在印度孟買從事外送午餐便當的人，也是努坦孟買午餐便當供應協會的外送員。
是指印度孟买从事将刚做好的午饭饭盒从上班族（主要是郊区）的住家运往他们工作地点，并且将空饭盒带回来这一行业的人，他们使用多种交通工具。Tiffin是过时的英语中指简单的午餐的词，有时也指装午餐的饭盒。因此，达巴瓦拉在英语中有时也会被称为“Tiffin Wallahs”。达巴瓦拉的英文又可拼写为dabbawalla或者dabbawallah。

## 语源及历史根源
在马拉地语中，达巴瓦拉意为“碗層格運送員”。“达巴”意思是即碗層格（通常是圆桶状的锡或者铝制多層餐盒），“瓦拉”则是词尾，指对前面的词操作的人。。尽管这个行业看似简单，但是它却是孟买高度专业的服务，有超过一个世纪的历史，是这个城市文化的一部分。
达巴瓦拉的概念始于英属印度时期。许多来到殖民地的英国人不喜欢本地食物，因此一项将午餐从他们的家中直接送至工作地点的服务应运而生。在今天，印度的商务人士是达巴瓦拉的主要客户，但富裕家庭也會雇用他们将午饭送至在学校上学的孩子的情况也日渐增多。尽管提供的服务可能包括烹饪，但是它主要是由家庭制作的午餐或者餐馆订单的单一运送服务组成。

## 背景及运送链
孟买的人口密度达19,373人/平方公里，是印度人口最密集的城市，有着有如洪水一般的交通人流。因此，花很长时间到达工作地点很平常，许多人都搭乘孟买郊区铁路。
许多在办公室工作的人的午餐是装在碗層格里的，然后再收回第二天继续送来。他们的午餐都是从家里或者有时从包伙者那里送来，而不是回家或者在餐厅吃午饭。食物都在上午烹制然后由达巴瓦拉运送。因此达巴瓦拉在这个城市穿梭于复杂的关系及阶层中。

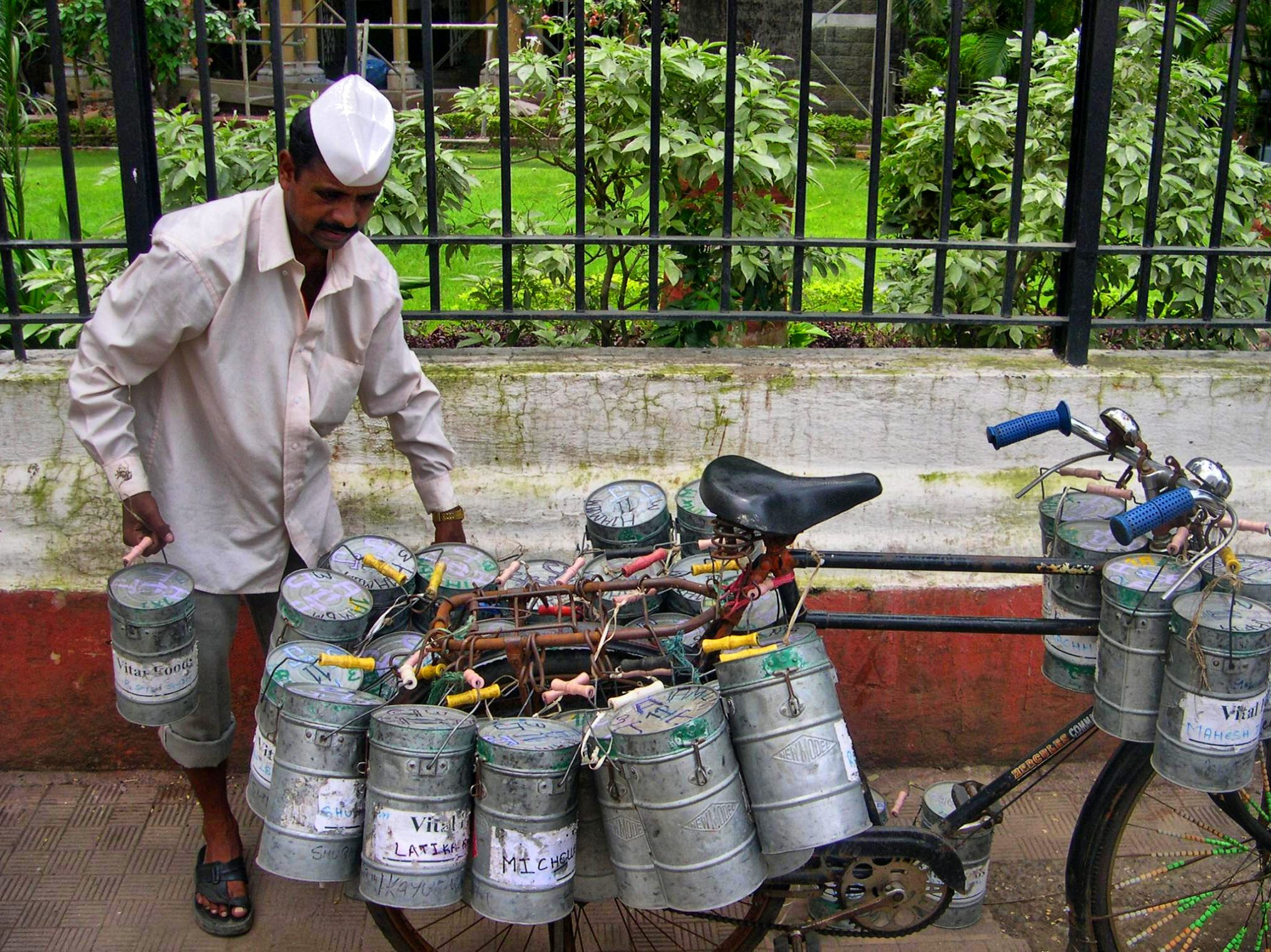
骑自行车负责收集饭盒的达巴瓦拉在工作

负责收集饭盒的达巴瓦拉通常骑自行车将饭盒从家中或者盒饭制作者手里收集好。饭盒上标有某种有区别的标记，如颜色或者符号。然后达巴瓦拉将他们送至指定地点，在那里他会和其他负责收集饭盒的达巴瓦拉将午餐饭盒分组。被标记上目的地的饭盒分组好后被送上火车（通常有特定的篮子装饭盒）。标记包括送达的火车站及饭盒需要送达的建筑物地址。
在每个车站，饭盒被送到“本地达巴瓦拉”手中，由他们负责送达。午餐后的空饭盒，会再次被收集起来送回各自的家。

## 经济分析

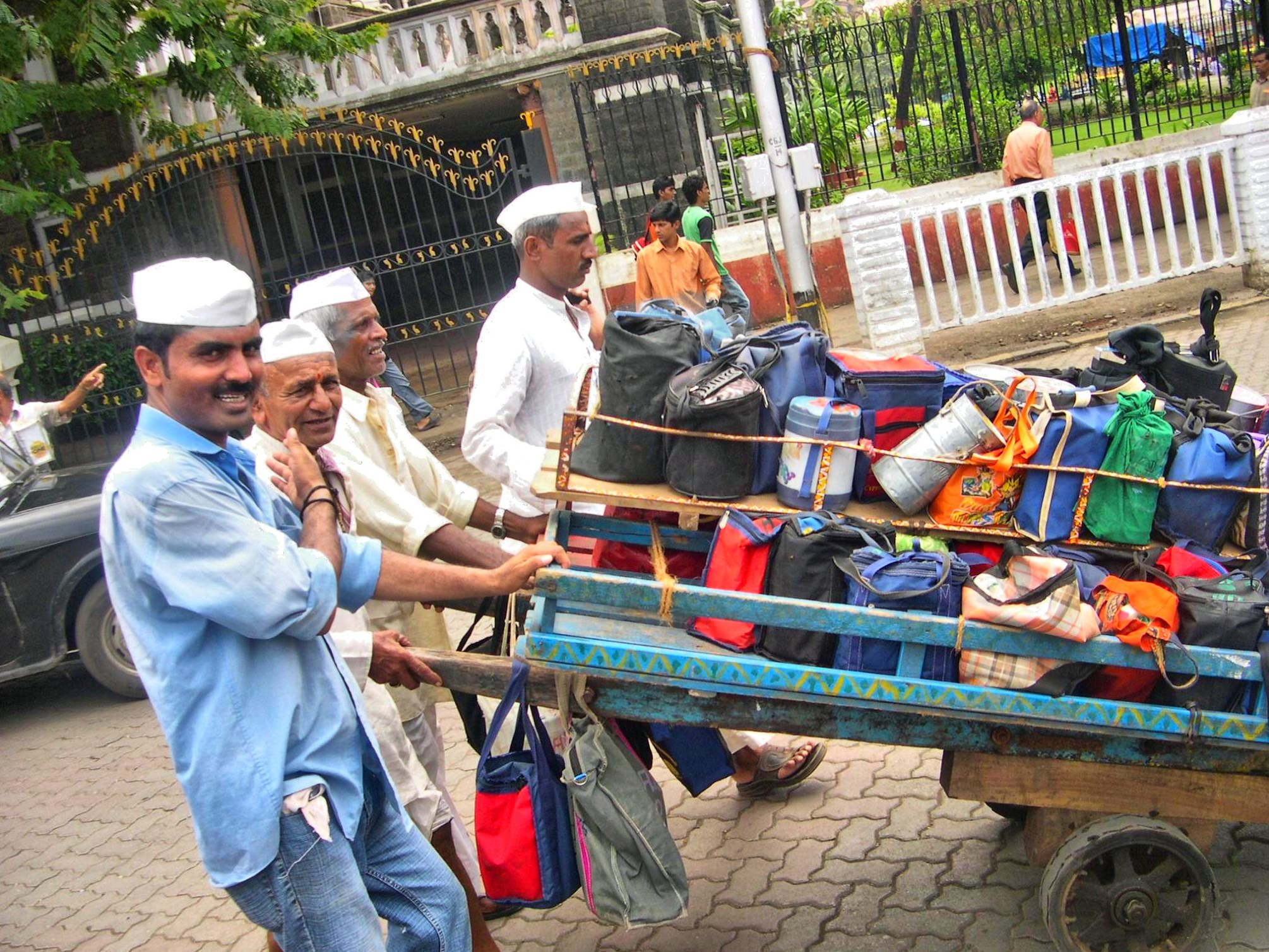
据估达巴瓦拉的行业每年有约5～10%的增长。

每个达巴瓦拉不论作用，每月会得到两千到四千卢比（约合25～50英镑或者40～80美元）。
每天有超过175,000或者200,000个午餐饭盒由估计约4,500~5,000个达巴瓦拉运送，只收非常小的象征性费用，但是极为准时。根据最近的调查，在每60,000,000次运送中只有一次错误，这相当于六西格玛的标准。
英国广播公司曾经制作过一个达巴瓦拉的纪录片，英国威尔士亲王查尔斯在访问印度期间，曾拜访达巴瓦拉（他不得不遵守他们的时刻表，因为他们的时间非常严格没有任何弹性）。由于巨大的宣传，一些达巴瓦拉很不寻常的被邀请至印度顶级的商务学院演讲。在西方人看来非常引人注目的是，达巴瓦拉服务的成功没有使用任何高科技。
《纽约时报》2007年报道了125年历史的达巴瓦拉行业每年继续以5～10%的增长率发展。

## 低科技含量及倾向

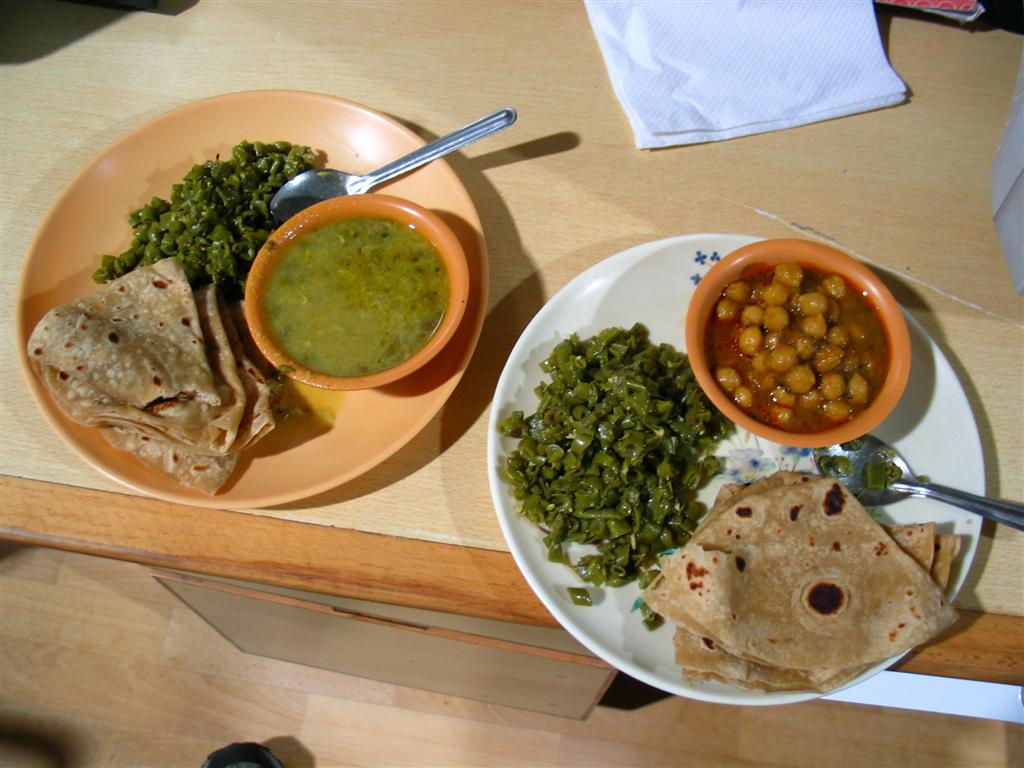
一份典型的达巴瓦拉午餐。

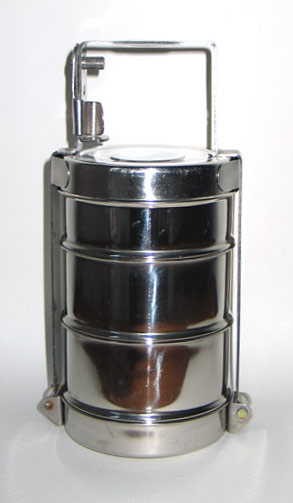
一个碗層格，印度风格的午餐饭盒。

尽管这项服务实际上技术含量很低，仅使用赤足人作为主要的运输方法，但是达巴瓦拉也开始使用现代的信息技术手段。现在短消息可以预定运送服务。网站上的在线投票确保客户的反馈具有最重要的地位。系统的成功依靠可能会使现代的经理都羡慕的团队合作及时间管理。就是这种很少受过教育及赤足运送者的奉献精神及承诺连接起了巨大的运送链，没有使用任何的系统文件。简单的颜色代码系统作为识别系统用于目的地及接收人。只有三层的管理，没有更多的精细的管控。每个达巴瓦拉还需要有一个最低的资本，如两辆自行车，一个用于装饭盒的木箱，白色棉质印度服装（kurta-pyjamas），白色商标甘地遮阳帽。资本的回报由每月每个单位收入的分配来保证。

## 不间断的服务
达巴瓦拉的服务即使在孟买季风的恶劣天气也是不间断的。接受及递送饭盒到客户手中的本地达巴瓦拉与客户都会认识，因此不存在缺乏信任的问题。同时，他们也非常熟悉当地，使得他们很容易到达终点。人们偶尔也会在饭盒内放置便條紙以便和在外工作、上學的家人交流，在即时的电信通讯可用前，这种情况更普遍。

## 電影
- 美味情書（The Lunchbox） - 一齣有關一個派送錯了的飯盒的2013年印度電影。